# تقویت‌کننده تقسیم‌شونده حلقه‌ای
تقویت‌کننده تقسیم شونده حلقه‌ای (انگلیسی: Split-ring resonator)

## مقدمه
تقویت‌کننده تقسیم شونده حلقه‌ای (SRR) ساختار تولید شده به صورت مصنوعی است که در فرا مواد رایج است. هدف آن ایجاد حساسیت مغناطیسی مطلوب (پاسخ مغناطیسی) در انواع فرامواد تا ۲۰۰ تراهرتز است.
این رسانه‌ها اتصال مغناطیسی قوی لازم را به یک میدان الکترومغناطیسی اعمال شده ایجاد می‌کنند که در مواد معمولی در دسترس نیست. به عنوان مثال، اثری مانند نفوذپذیری منفی با یک آرایه تناوبی از تقویت‌کننده تقسیم شونده حلقه‌ای ایجاد می‌شود.
یک SRR تک سلولی یک جفت حلقه محصور با شکاف در انتهای آن دارد. حلقه‌ها از فلز غیرمغناطیسی مانند مس ساخته شده‌اند و فاصله کمی بین آن‌ها وجود دارد. حلقه‌ها می‌توانند متحدالمرکز یا مربع باشند. شار مغناطیسی در حلقه‌های فلزی نفوذ کرده و جریان‌های چرخشی را در حلقه‌ها القا می‌کند که شار خود را برای تقویت یا مخالفت با میدان نرمال (بسته به ویژگی‌های تشدید SRR) تولید می‌کند. این روند الگوی میدان دو قطبی است. شکاف‌های کوچک بین حلقه‌ها مقادیر خازنی بزرگی را ایجاد می‌کند که فرکانس تشدید را کاهش می‌دهد. از این رو ابعاد ساختار در مقایسه با طول موج تشدید کوچک است. این منجر به تلفات تابشی کم و عوامل کیفی بسیار بالا می‌شود.

## پیش زمینه

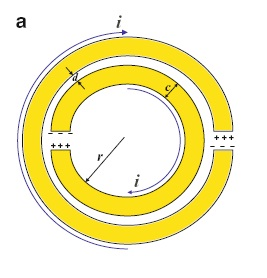
تشدید کننده حلقه شکاف. توجه کنید جریانی که با حرف کوچک "i" مشخص می‌شود در جهت حرکت عقربه ساعت است.

تقویت‌کننده تقسیم شونده حلقه‌ای((SRRs) از یک جفت حلقه فلزی متحدالمرکز تشکیل شده است که بر روی یک بستر دی الکتریک حک شده و شکاف‌هایی در طرفین آن‌ها حک شده است. SRRها می‌توانند اثر الکتریکی کمتری را در پاسخ به یک میدان الکترومغناطیسی نوسانی ایجاد کنند. این تشدید کننده‌ها برای سنتز رسانه‌های دست-چپ و ضریب شکست منفی استفاده شده است، جایی که مقدار لازم نفوذپذیری مؤثر منفی به دلیل وجود SRRها است. هنگامی که آرایه‌ای از SRRهای الکتریکی کوچک با استفاده از یک میدان مغناطیسی متغیر با زمان برانگیخته می‌شوند، ساختار به عنوان یک محیط مؤثر با نفوذپذیری مؤثر منفی در یک نوار باریک بالاتر از رزونانس SRR رفتار می‌کند. SRRها همچنین برای سنتز خط انتقال فرامواد به خطوط انتقال مسطح جفت شده‌اند.
تقویت‌کننده تقسیم شونده حلقه‌ای یک طرح ریزساختاری است که توسط پندری و همکارانش در سال ۱۹۹۹ در مقاله‌ای به نام «مغناطیس از رساناها و پدیده‌های غیرخطی پیشرفته» ارائه شد. این طرح پیشنهاد کرد که تقویت‌کننده تقسیم شونده حلقه‌ای که از مواد غیر مغناطیسی ساخته شده است، می‌تواند فعالیت مغناطیسی غیرقابل مشاهده در مواد طبیعی را افزایش دهد. در طراحی ریزساختار ساده، مشخص شده است که در آرایه‌ای از سیلندرهای رسانا، با یک خارجی کاربردی {\displaystyle H_{0}} میدان موازی با سیلندرها، نفوذپذیری مؤثر را می‌توان به صورت زیر نوشت. (این مدل بسیار محدود است و نفوذپذیری مؤثر نمی‌تواند کمتر از صفر یا بیشتر از یک باشد)
{\displaystyle \mu _{eff}=1-{\frac {\pi r^{2}}{a^{2}}}\ \left(1+i{\frac {2\sigma }{\omega r\mu _{0}}}\ \right)^{-1}}
در این فرمول {\displaystyle \sigma } مقاومت سطح سیلندر در واحد سطح، a فاصله سیلندرها، {\displaystyle \omega } فرکانس زاویه ای، {\displaystyle \mu _{0}} نفوذپذیری فضای آزاد و r شعاع است. علاوه بر این هنگامی که شکاف‌ها به یک طراحی سیلندر دوگانه مشابه تصویر بالا معرفی می‌شوند، مشخص شده است که شکاف‌ها یک ظرفیت خازنی ایجاد می‌کنند. این طراحی ریزساختار خازن و سلف، باعث رخ دادن پدیده تشدید می‌شود که اثر مغناطیسی را تقویت می‌کند. شکل جدید نفوذپذیری مؤثر شبیه یک پاسخ آشنا است که در مواد پلاسمونیک شناخته شده است.
{\displaystyle \mu _{eff}=1-{\frac {{\frac {\pi r^{2}}{a^{2}}}\ }{1+{\frac {2\sigma i}{\omega r\mu _{0}}}\ -{\frac {3dc_{0}^{2}}{\pi ^{2}\omega ^{2}r^{3}}}\ }}\ }
در این فرمول d فاصله ورق‌های رسانای متحدالمرکز است. طرح نهایی جایگزین استوانه‌های متحدالمرکز دوتایی با یک جفت ورق هم‌مرکز مسطح C شکل است که در هر طرف یک سلول واحد قرار گرفته‌اند. سلول‌های واحد به طول l روی هم قرار می‌گیرند. درنهایت نفوذپذیری مؤثر در فرمول زیر نشان داده شده است:
{\displaystyle \mu _{eff}=1-{\frac {{\frac {\pi r^{2}}{a^{2}}}\ }{1+{\frac {2l\sigma _{1}i}{\omega r\mu _{0}}}\ -{\frac {3lc_{0}^{2}}{\pi \omega ^{2}r^{3}ln({\frac {2c}{d}}\ )}}\ }}\ }
در فرمول بالا c ضخامت ورق، c شکل و {\displaystyle \sigma } مقاومت واحد طول ورق‌ها هستند که در اطراف محیط اندازه‌گیری می‌شود.

## مشخصات
تقویت‌کننده تقسیم شونده حلقه‌ای و متامتریال از دسته مواد مرکب محسوب می‌شوند. هر SRR یک پاسخ متناسب با میدان الکترومغناطیسی دارد. با این حال، ساختار دوره‌ای بسیاری از سلول‌های SRR به گونه‌ای است که موج الکترومغناطیسی به نحوی برهمکنش می‌کند که گویی جزو مواد همگن هستند. این شبیه به نحوه تعامل نور با مواد روزمره است. موادی مانند شیشه یا عدسی‌ها از اتم ساخته شده‌اند و یک اثر متوسط یا ماکروسکوپی تولید می‌کنند.
SRR برای تقلید از پاسخ مغناطیسی اتم‌ها در مقیاس بسیار بزرگ‌تر طراحی شده است. همچنین به‌عنوان بخشی از ساختار کامپوزیت دوره‌ای، SRR طوری طراحی شده است که جفت مغناطیسی قوی‌تری نسبت به آنچه در طبیعت یافت می‌شود، داشته باشد. مقیاس بزرگ‌تر امکان کنترل بیش‌تر بر پاسخ مغناطیسی را فراهم می‌کند، در حالی که هر واحد کوچک‌تر از موج الکترومغناطیسی تابشی است.
SRRها نسبت به مواد فرومغناطیسی موجود در طبیعت بسیار فعال‌ترهستند. پاسخ مغناطیسی برجسته در چنین مواد سبک‌وزن نسبت به مواد سنگین‌تر و طبیعی یک مزیت محسوب می‌شود. هر واحد را می‌توان طوری طراحی کرد که پاسخ مغناطیسی خاص خود را داشته باشد. پاسخ را می‌توان به صورت دلخواه افزایش یا کاهش داد. علاوه بر این در نهایت مصرف برق کاهش می‌یابد.

## پیکربندی SRR
انواع تقویت‌کننده تقسیم شونده حلقه‌ای و ساختارهای تناوبی وجود دارد: حلقه‌های میله‌ای، حلقه‌های شکاف تو در تو، حلقه‌های تقسیم تک، حلقه‌های شکاف تغییر شکل یافته، حلقه‌های شکاف مارپیچی و ساختارهای S گسترده. تغییرات تقویت‌کننده تقسیم شونده حلقه‌ای به نتایج متفاوتی از جمله ساختارهای فرکانس کوچک‌تر و بالاتر دست یافته است.
در سال ۲۰۰۵ اشاره شد که از نظر فیزیکی، یک تشدید کننده حلقه تقسیم شونده دایره ای تو در تو باید شعاع داخلی ۳۰ تا ۴۰ نانومتر برای موفقیت در محدوده میانی طیف مرئی داشته باشد. تکنیک‌های میکروساخت و نانوساخت ممکن است بسته به وضوح مورد نظر از پرتو لیزر مستقیم یا لیتوگرافی پرتو الکترونی استفاده کنند.

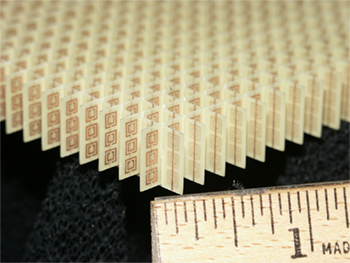
یک آرایه تقویت‌کننده تقسیم شونده حلقه‌ای به عنوان ماده ای پیکربندی است که ضریب شکست منفی تولید می‌کند. این دستگاه از تشدید کننده‌های حلقه‌ای مسی و سیم‌هایی که بر روی صفحات مداربسته فایبرگلاس نصب شده بودند، ساخته شد. کل آرایه از سلول‌های ۳ در ۲۰×۲۰ واحد با ابعاد کلی ۱۰۰×۱۰۰×۱۰ میلی‌متر تشکیل شده است.

### شکل ظاهری
یک آرایه دوره‌ای از SRRها برای اولین نمایش یک شاخص منفی انکسار استفاده شد. برای این نمایش، SRRهای شکل داده شده مربع، با پیکربندی‌های سیم خطی، به یک ساختار سلولی دوره‌ای، آرایه شده تبدیل شدند. این ماده متامتریال است. سپس یک متامتریال متشکل از این ماده برش خورد. آزمایش منشور برای اولین بار یک شاخص منفی انکسار را در سال ۲۰۰۰ نشان داد؛ مقاله دربارهٔ این پدیده در تاریخ ۸ ژانویه ۲۰۰۱ به مجله علم ارسال شد، در تاریخ ۲۲ فوریه ۲۰۰۱ پذیرفته شد و در تاریخ ۶ آوریل ۲۰۰۱ منتشر شد.
قبل از این آزمایش منشور، پندری و همکاران نشان دادند که یک آرایه سه بعدی از سیم‌های نازک متقاطع می‌تواند برای ایجاد مقادیر منفی ε استفاده شود. در یک نمایش بعدی، یک آرایه تناوبی از تشدید کننده‌های حلقه‌ای مسی می‌تواند یک μ منفی مؤثر تولید کند. در سال ۲۰۰۰، اسمیت و همکاران برای اولین بار موفق شدند دو آرایه را ترکیب کنند و یک ماده به نام چپ-دست تولید کنند، که مقادیر منفی از ε و μ را برای یک باند از فرکانس‌ها در محدوده گیگاهرتز دارد.
برای اولین بار SRRها برای ساخت متامتریال‌های چپ‌دست برای محدوده مایکروویو و چند سال بعد برای محدوده تراهرتزاستفاده شدند. تا سال ۲۰۰۷، نمایش آزمایشی این ساختار در فرکانس‌های مایکروویو توسط گروه‌های متعددی به دست آمده است. همچنین SRRها برای تحقیق در متامتریال‌های صوتی استفاده شده‌اند. SRRهای آرایه شده و سیم‌های متامتریال چپ‌دست اول به لایه‌های متناوب تبدیل شدند.این مفهوم و روش سپس به مواد (دی‌الکتریک) با رزونانس‌های نوری که پذیرفتاری منفی مؤثر را برای فاصله‌های فرکانس خاص ایجاد می‌کند، اعمال شد و منجر به «فرکانس‌های باندگپ فوتونی» شد. یک تحلیل دیگر نشان داد که مواد چپ‌دست می‌توانند از مؤلفه‌های ناهمگن ساخته شوند، که با این حال منجر به یک ماده ماکروسکوپی همگن می‌شود. SRRها برای متمرکز کردن یک سیگنال از یک منبع نقطه‌ای استفاده شده‌اند، که فاصله انتقال برای موج‌های نزدیک به میدان را افزایش می‌دهد. تجزیه و تحلیل دیگری نشان داد که مواد چپ-دست باید از اجزای ناهمگن ساخته شوند، که در عین حال منجر به یک ماده همگن ماکروسکوپی می‌شود. SRRها برای فوکوس کردن سیگنال از یک منبع نقطه ای، افزایش فاصله انتقال امواج میدان نزدیک استفاده شده بودند. علاوه بر این، تجزیه و تحلیل دیگری نشان داد که SRRها با ضریب شکست منفی قادر به پاسخ مغناطیسی با فرکانس بالا هستند، که یک دستگاه مغناطیسی مصنوعی متشکل از مواد غیر مغناطیسی (برد مدار دی الکتریک) ایجاد کرد.
پدیده رزونانسی که در این سیستم رخ می‌دهد برای دستیابی به اثرات مطلوب نیاز است.
SRRها علاوه بر پاسخ مغناطیسی رزونانسی خود، پاسخ الکتریکی رزونانسی نیز نشان می‌دهند. وقتی پاسخ با آرایه‌ای از سیم‌های یکسان ترکیب می‌شود، بر روی کل ساختار مرکب میانگین گرفته می‌شود که منجر به ارزش‌های مؤثر می‌شود، از جمله شاخص شکست. منطق اصلی پشت SRRها به‌طور خاص، و فرامواد به‌طور کلی، ایجاد ساختاری بود که ساختار اتمی آرایه شده را فقط در مقیاس بسیار بزرگتر تقلید می‌کند.

### انواع SRR
در تحقیقات مبتنی بر متامتریال‌ها، و به خصوص شاخص شکست منفی، انواع مختلفی از رزوناتورهای حلقه‌ای شکاف‌دار وجود دارد. در بیشتر موارد ذکر شده در زیر، هر حلقه یک شکاف دارد. به عبارت دیگر، با ساختار حلقه دوگانه، هر حلقه یک شکاف دارد.
ساختار حلقه‌ای شکاف‌دار ۱-بعدی وجود دارد که دارای دو حلقه مربعی است، یکی در داخل دیگری. یک مجموعه ابعاد «سلول واحد» اشاره شده، مربع بیرونی ۲٫۶۲ میلی‌متر و مربع داخلی ۰٫۲۵ میلی‌متر خواهد بود. ساختارهای ۱-بعدی مانند این نسبت به ساخت یک ساختار سخت ۲-بعدی، آسان‌تر برای ساخت هستند.
ساختار حلقه‌ای متقارن نیز یک مثال کلاسیک دیگر است. با توصیف این نامگذاری، این دو پیکربندی مربع مستطیلی نوع D هستند، دقیقاً همان اندازه، در حالت خمیده، کنار هم، در سلول واحد. همچنین این‌ها متمرکز نیستند. یک مجموعه ابعاد اشاره شده، ۲ میلی‌متر در طرف کوتاه‌تر، و ۳٫۱۲ میلی‌متر در طرف بلندتر است. شکاف‌ها در هر حلقه رو به روی یکدیگر هستند، در سلول واحد.
ساختار اُمگا، همان‌طور که نامگذاری توصیف می‌کند، یک ساختار حلقه‌ای به شکل Ω دارد. دو مورد از اینها، به جای صاف دراز کشیدن، در سلول واحد، به صورت عمودی، کنار هم ایستاده‌اند. در سال ۲۰۰۵ این ماده به عنوان نوع جدیدی از فراماده در نظر گرفته شد. یک مجموعه از ابعاد ذکر شده پارامترهای حلقوی R = ۱٫۴ میلی‌متر و r = ۱ میلی‌متر، و لبه مستقیم ۳٫۳۳ میلی‌متر است.
یک متامتریال دیگر جدید در سال ۲۰۰۵، ساختار S-شکلی متصل بود. دو ساختار S-شکلی عمودی، کنار هم، در یک سلول واحد وجود دارد. هیچ شکافی مانند ساختار حلقه وجود ندارد؛ با این حال، فضایی بین بخش بالا و میانی S و فضایی بین بخش میانی و پایینی S وجود دارد. علاوه بر این، هنوز هم ویژگی‌های داشتن فرکانس پلاسما الکتریکی و فرکانس رزونانسی مغناطیسی را دارد.

## پژوهش
در ۱ می ۲۰۰۰، تحقیقی منتشر شد دربارهٔ یک آزمایش که در آن سیم‌های رسانا به‌طور متقارن در هر سلول از آرایه رزوناتور حلقه‌ای شکاف‌دار قرار گرفته بود. این کار به‌طور مؤثری توانست نفوذپذیری منفی و ثابت الکتریکی منفی را برای موج‌های الکترومغناطیسی در مایکروویو به‌دست‌آورد. این مفهوم همچنان برای ساخت عناصر تعاملی کوچکتر از تابش الکترومغناطیسی اعمال شده استفاده می‌شود. علاوه بر این، فاصله بین رزوناتورها بسیار کوچکتر از طول موج تابش اعمال شده است.
علاوه بر این، شکاف‌های موجود در حلقه به واحد SRR اجازه می‌دهد تا در طول موج‌هایی بسیار بزرگتر از قطر حلقه به رزونانس برسد. این واحد برای تولید ظرفیت بزرگ، کاهش فرکانس تشدید و تمرکز میدان الکتریکی طراحی شده است. ترکیب واحدها یک طرح را به عنوان یک رسانه دوره ای ایجاد می‌کند. علاوه بر این، ساختار چند واحدی دارای جفت مغناطیسی قوی با تلفات تابشی کم است. تحقیقات همچنین تغییرات در تشدید مغناطیسی را برای پیکربندی‌های مختلف SRR پوشش داده است. تحقیقات در مورد تشعشعات تراهرتز با SRRها ادامه یافته است سایر کارهای مرتبط با پیکربندی‌های فراماده با ساختارهای فراکتال و غیر SRR را می‌توان با موادی مانند ساختارهای حلقه ای متحدالمرکز ساخت. نفوذپذیری تنها برای طول موج قرمز در ۷۸۰ نانومتر و همراه با سایر کارهای مرتبط مورد تجزیه و تحلیل قرار گرفته است.

## رسانه‌ها
- Ates, Damla; Cakmak, Atilla Ozgur; Colak, Evrim; Zhao, Rongkuo; Soukoulis, C. M.; Ozbay, Ekmel (2010). "Transmission enhancement through deep subwavelength apertures using connected split ring resonators" (Free PDF download). Optics Express. 18 (4): 3952–66. Bibcode:2010OExpr..18.3952A. doi:10.1364/OE.18.003952. PMID 20389408.
- Shepard, K. W. et al. Split-ring resonator for the Argonne Superconducting Heavy Ion Booster. IEEE Transactions on Nuclear Science, VoL. NS-24, N0.3, JUN 1977.
- Transformation optics: https://en.wikipedia.org/wiki/Transformation_optics
- Metamaterial absorber: https://en.wikipedia.org/wiki/Metamaterial_absorber
- مشارکت‌کنندگان ویکی‌پدیا. «Split-ring resonator». در دانشنامهٔ ویکی‌پدیای انگلیسی، بازبینی‌شده در ۱۴ آوریل ۲۰۲۴.